# Francisco Javier de Ayala Delgado
Monseñor Francisco Javier de Ayala Delgado [en portugués: Xavier de Ayala Delgado] (Zaragoza, 29 de noviembre de 1922 - São Paulo, 7 de octubre de 1994) fue un sacerdote y jurista español, afincado primero en Portugal (1949-1958) y, posteriormente en Brasil (1961-1994). Fue uno de los que inició la labor apostólica del Opus Dei en ambos países, siendo el primer Consiliario del Opus Dei en Portugal y en Brasil.

## Biografía
Nació en 1922 en Zaragoza. Mientras estudiaba Derecho en la Universidad de Zaragoza conoció a Josemaría Escrivá y se incorporó al Opus Dei el 3 de marzo de 1940. Al año siguiente se trasladó a Madrid, donde concluyó la licenciatura y defendió su tesis doctoral sobre Rudollf von Ihering, filósofo del Derecho en la Universidad Central de Madrid (1943). Posteriormente se mudó a Sevilla, donde concluyó la licenciatura en Filosofía y Letras, y fue profesor de Derecho en la Universidad de Sevilla. En 1946 regresó a Madrid.
Tiempo después, se instaló en Roma, donde se doctoró en Derecho Canónico en la Pontificia Universidad Lateranense.
El 26 de diciembre de 1948 fue ordenado sacerdote por el obispo auxiliar de Madrid, D. Casimiro Morcillo, en el centro del Opus Dei de la calle Diego de León (Madrid). A los pocos días de su ordenación sacerdotal estableció su residencia en Coimbra, alternando con viajes a Oporto. Desde allí, impulsó el desarrollo de la actividad apostólica del Opus Dei en Portugal (1949-1958), siendo el primer Consiliario del Opus Dei en Portugal.
Dos años después se trasladó a Brasil (1961-1994), donde fue también el primer Consiliario del Opus Dei en aquel país hasta su fallecimiento en São Paulo el 7 de octubre de 1994. A finales de los años sesenta se había nacionalizado brasileño. En Brasil era conocido como Dr. Xavier Ayala.
Fue miembro de la Comisión Pontificia para la revisión del Código de Derecho Canónico de 1917; Prelado de honor de Su Santidad; y miembro de la Comisión Paritaria de Estudio creada en 1979 de la que formaban parte seis miembros: tres representantes de la Sagrada Congregación de Obispos (Marcello Costallunga, Mario Francesco Pompedda y Marian Oleś), y tres del Opus Dei (Amadeo de Fuenmayor, Julián Herranz y el propio Ayala). La Comisión se encargó de analizar y emitir un informe sobre la configuración jurídica definitiva del Opus Dei como Prelatura Personal.

## Publicaciones del autor
Publicó varios artículos y libros de investigación histórica-jurídica, entre los que destacan:
- El descubrimiento de América y la evolución de las ideas políticas (1945)
- Ideas políticas de Juan de Solórzano, Escuela de Estudios Hispano-Americanos, Sevilla, 1946. Calificada por Alfonso García-Gallo como "valiosísima aportación a la historia de nuestras ideas políticas y a la del Derecho indiano".[3]
- Fray Miguel de Agia. Servidumbres personales de los indios (1946)
- Ideas canónicas de Juan de Solórzano (El tratado De Indiarum iure y su inclusión en el Índice) (1947)
- Filosofía da Historia e Filosofía do direito no século XIX (1947). En esta obra se centra en diversos autores: Wilheim Dilthey, Friedrich Karl von Savigny, Georg Wilhelm Friedrich Hegel, Gustav von Hugo, Auguste Comte, Herbert Spencer, Rudolf von Ihering y Karl Marx, en los que observa una vinculación de su pensamiento jurídico a una determinada concepción de la Historia.
- Iglesia y Estado en las Leyes de Indias (1949)

## Biografía publicada
- José Lino Currás Nieto, Xavier de Ayala - Fortaleza para servir a Deus. Cultor de Livros (São Paulo, 2024). ISBN 978-85-5638-425-6.